# 風と炎と
『風と炎と』（かぜとほのおと）は、『産経新聞』朝刊にて、1992年1年間をかけて連載された、堺屋太一の大河評論コラムである。
堺屋は、1990年代に東西冷戦の象徴とされるヨーロッパの共産圏が崩壊したことや、自由主義国でも、産業革命後の近代産業社会の変革などが進む、また経済もバブル経済が崩壊し、世界的な大不況に陥るなど、「近代が終わり、新代が始まる」とする、時代の変革が進んでいることを定説として挙げた。
本作は、その「近代から新代への転換期」を迎えた20世紀末に、改めて20世紀を振り返り、そして21世紀を展望することを念頭に置いた長期大河コラムとして執筆されたものである。

## 書籍
連載終了後、全4部を扶桑社（発行：産経新聞社生活情報センター<現・産経新聞出版>）より書籍化した。のちに新潮社より上下巻の文庫本としてまとめられた。

### 扶桑社版
- 風と炎と 第1部・今、世界の風は（ISBN 4-594-00907-7）
- 風と炎と 第2部・燃え続けた炎（ISBN 4-594-00984-0）
- 風と炎と 第3部・動き出した「文明のマグマ」（ISBN 4-594-01060-1)
- 風と炎と 第4部・「新代」を読む（ISBN 4-594-01103-9）

### 新潮文庫版
- 風と炎と・上編（ISBN 4-10-149106-2）
- 風と炎と・下編（ISBN 4-10-149107-0）